# Brenda Agüero
Brenda Cecilia Agüero (* 2. Juni 1995 in Buenos Aires) ist eine argentinische Krankenschwester und Serienmörderin.
Zwischen März und Juni 2022 ermordete Agüero fünf Säuglinge und griff acht weitere an. Sie wurde wegen dieser Verbrechen im August 2022 angeklagt.
Agüeros Gerichtsverfahren begann am 6. Januar 2025 und wurde am 18. Juni 2025 beendet. Sie wurde in allen Anklagepunkten schuldig gesprochen und zu einer lebenslangen Haftstrafe verurteilt.

## Leben
Agüero schloss ihre Ausbildung zur Krankenschwester im Jahr 2018 ab und zog nach Córdoba. Sie lebte bei ihrer Mutter und ihren zwei Schwestern in Río Ceballos, als sie verhaftet wurde.
Ab März 2022 ermordete sie fünf Babys. Am 6. Juni 2022 starben zwei Säuglinge unter verdächtigen Umständen. Daraufhin schritt die Polizei ein, 20 Krankenpfleger wurden von ihrer Arbeit freigestellt. Unter ihnen war Brenda Agüero. Die anschließende Untersuchung zeigte abnormale Kalium- und Insulinwerte in den Leichen der Babys.
Das psychologische Profil und das Persönlichkeitsprofil Agüeros zeigten später, dass es ihr an Empathie fehlt und sie ausgeprägte psychopathische Merkmale hat, aber keine aktive psychische Störung vorliegt. Die forensischen Gutachter befanden ebenfalls, dass Agüero ein perfekt funktionierendes Rechts- und Unrechtsverständnis habe. Die Untersuchung deckte auch auf, dass Agüero Fotos von menschenähnlichen Tieren und hospitalisierten Kindern auf ihrem Handy gespeichert hatte. Sie hatte auch einen Leitfaden zum Umgang mit trauernden Familien heruntergeladen.
Das Gerichtsverfahren begann am 6. Januar 2025. Während des gesamten Gerichtsverfahrens zeigte Agüero wenig bis gar keine Empathie oder Mitgefühl mit den Müttern der Babys und behauptete oft, dass die Mütter aus einem Drehbuch ablesen würden. Die Staatsanwaltschaft bewies, dass Agüero die Situation und besonders das Machtgefühl genossen hatte.
Im Februar sagten Agüeros Schwestern vor Gericht aus, dass sie an Agüeros Unschuld glaubten. Kurz vor Ende des Strafprozesses versicherte Agüero, sie sei unfähig, einem Baby Schaden zuzufügen.
Am 18. Juni 2025 wurde Agüero in allen Anklagepunkten schuldig gesprochen und zu einer lebenslangen Haftstrafe verurteilt.